# Himinbjörg
Himinbjörg (del nórdico antiguo, castillo celestial) es, en la mitología nórdica, la morada del dios Heimdal. Himinbjörg aparece en la Edda poética, Edda prosaica y Heimskringla de Snorri Sturluson, en todas las fuentes se vincula el lugar con Heimdal. Según la Edda poética, Himinbjörg se emplaza donde finaliza el Bifröst y se encuentra la bóveda celestial.

## Grímnismál
Himinbjörg se menciona brevemente en el poema Grímnismál (Edda poética). Odín (disfrazado como Grímnir), torturado, hambriento y sediento, cita al joven Agnar varios lugares mitológicos. El octavo lugar se menciona Himinbjörg:

| Trad. de Benjamin Thorpe: Himinbiörg es la octavo, donde Heimdall, se dice, gobierna sobre los sagrados templos: allí el vigilante de los dioses, en su apacible hogar, bebe alegre, Buena hidromiel. | Trad. de Henry Adams Bellows: Himingbjorg es la octava, y allí Heimdall Donde influye sobre los hombres, se dice; En su sólida casa es guardian de los cielos Mientras bebe complacido hidromiel. |  |

## Gylfaginning
En la Edda prosaica, se hace mención de Himinbjörg dos veces en Gylfaginning. La primera en el capítulo 27, donde la figura de Hár informa a Gangleri que Himinbjörg está donde el extremo de Bifröst se une a la bóveda celestial. Más adelante especifica que Heimdal vigila desde allí a los jotuns mientras permanece sentado en los límites del cielo.

## Saga Ynglinga
En la saga Ynglinga (cap. 5), (Heimskringla), Snorri menciona varias residencias de los dioses y entre ellas Himinbjörg.

## Teorías
Frente a las diferencias que presentan las citas de Grímnismál y Gylfaginning, John Lindow afirma que mientras Bifröst (Bilröst) «lleva hacia el bien, presuntamente al centro de la bóveda celestial, la noción que tenía de Snorri de Bilröst como arcoiris, le inclina a situar Himinbjörg en el extremo del cielo». Lindow amplía su concepto: «es, no obstante, consistente con la noción Heimdall como figura fronteriza».
Jacob Grimm (siglo XIX) traduce el nombre como «colinas celestiales», y enlaza Himinbjörg con ciertos emplazamientos de la Europa germánica. Grimm vincula Himinbjörg con el apelativo himinfiöll en nórdico antiguo (en referencia a montañas altas), o Himilînberg en alto alemán antiguo ('montañas celestiales'), un lugar hechizado por espíritus en la Abadía de San Galo, otro lugar llamado Himelberc en Liechtenstein y un Himilesberg cerca de Fulda, Alemania, al margen de más ejemplos en Hesse, un Himmelsberg en Västergötland, Suecia así como Halland, también en Suecia. Grimm compara el nórdico antiguo Himinvângar, cognado al sajón antiguo hebanwang, hebeneswang, un término relacionado con el «paraíso» y el inglés antiguo Heofenfeld ('campos celestiales') mencionado por el santo Beda.